# سفينة مرمرة

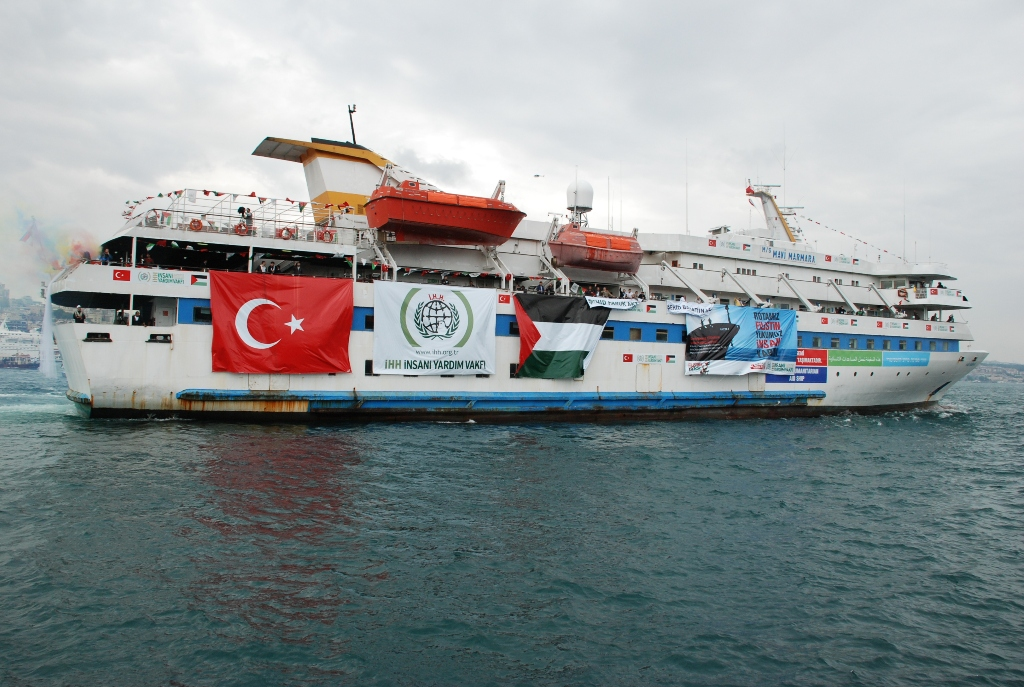
سفينة مافي مرمرة في طريقها إلى غزة

إم في مافي مرمرة (بالتركية: MV Mavi Marmara) هي سفينة ركاب ترفع علم جزر القمر، كانت مملوكة ومُشغلة سابقاً من طرف شركة إسطنبول المحدودة للعبارات السريعة (بالتركية: İstanbul Deniz Otobüleri A.Ş) على خط سربورنو، مشغلة بين جزيرة مرمرة قرب إسطنبول، وجزيرة آفسا في بحر مرمرة. اسم السفينة يعني مرمرة الزرقاء. تم بناؤها في ورشة بناء السفن «جولدن جيت» من قبل شركة بناء السفن التركية في عام 1994، ولهذه سفينة قدرة من 1080 راكب.
وتم شراء السفينة في عام 2010 من قبل هيئة الإغاثة الإنسانية IHH، وهي مؤسسة لحقوق الإنسان والحرية والإغاثة الإنسانية. وانضمت مافي مرمرة لأسطول الحرية التي تديرها الجماعات الناشطة لتقديم 10,000 طناً من المساعدات الإنسانية إلى قطاع غزة التي تحاصرها إسرائيل منذ عام 2007. اشترت IHH السفينة بتكلفة قدرها 800,000 دولار.
في 31 مايو 2010 داهمت قوات البحرية الإسرائيلية النشطاء الحقوقيين على متن السفينة في المياه الدولية للحيلولة دون وصولها إلى غزة. وأدى الهجوم إلى مقتل 10 ناشطين أتراك بالإضافة إلى إصابة 60 آخرين، في حين صرحت المصادر الإسرائيلية أن 10 جنود إسرائيليين أصيبوا بجروح.
أرسل رئيس بلدية حيفا يونا ياهف رسالة إلى وزير الدفاع الإسرائيلي إيهود بارك طالبه فيها بالتحويل السفينة مافي مرمرة إلى فندق سياحي، وقال يونا ياهف أن «حيفا نموذج مثالي للتعايش والحياة المشتركة بين مختلف الأديان، وستكون المكان المناسب لسفينة مرمرة التي سنحولها إلى رمز دولي للتسامح والأمل». انتقدت النائبة العربية في الكنيست حنين الزعبي وأشارت إلى أن تحويل ساحة شهدت قتل أبرياء «رمزًا للتعايش والتسامح والأمل» لا يمكن أن يصدر إلا عن بلادة إنسانية ووقاحة لا نظير لها.
في يوم الجمعة 1 ديسمبر 2017 أصدرت محكمة العدل الدولية في لاهاي قراراً يقضي إسقاط الدعوى ضد إسرائيل وعدم محاكمتها على أحداث سفينة «مافي مرمرة.» 
وفي يوم 15 من مارس / آذار 2018 قامت هيئة الإغاثة الإنسانية المالكة للسفينة ببيعها وتخصيص ثمنها للمساعدات المقدمة لغزة.